# Linea M7 (metropolitana di Istanbul)
La linea M7 della metropolitana di Istanbul, ufficialmente denominata linea metropolitana M7 Kabataş–Mahmutbey (in turco M7 Kabataş–Mahmutbey metro hattı) è una linea di trasporto rapido del sistema di metropolitane di Istanbul,  in Turchia, situata nella parte europea della città.

## Storia
Il 20 dicembre 2013, la costruzione della linea è stata commissionata al gruppo Kalyon. La cerimonia dell'inizio del progetto si è tenuta il 9 febbraio 2014. Una volta completata, la linea sarà lunga 24,5 km con 19 stazioni.
La costruzione della linea è stata divisa in tre fasi. Attualmente la linea è parzialmente in servizio, in quanto la tratta tra Mecidiyeköy e Mahmutbey è stata inaugurata il 28 ottobre 2020. Le tratte Mecidiyeköy - Kabataş e Mahmutbey - Esenyurt Meydan sono ancora in costruzione, ed è prevista anche un'estensione tra le stazioni di Esenyurt Meydan e Saadetdere.
Una volta completata, la linea M7 collegherà dodici distretti dell'area metropolitana di Istanbul, vale a dire Beyoğlu, Beşiktaş, Şişli, Kağıthane, Eyüp, Gaziosmanpaşa, Esenler, Bağcılar, Küçükçekmece, Avcılar, Başakşehir ed Esenyurt. Dopo la conclusione dei lavori si prevede che i 300 vagoni dei treni della metro (la quale sarà senza conducente) trasporteranno circa un milione di passeggeri al giorno. Il tempo di percorrenza totale tra i due capolinea sarà di 31,5 minuti. La linea M7 costerà ₺ 3,7 miliardi (circa US $ 1 miliardo).

## Tappe di realizzazione

### Mecidiyeköy - Mahmutbey
La tratta Şişli/Mecidiyeköy - Mahmutbey, lunga 18 km, è stata inaugurata il 28 ottobre 2020. Essa serve 15 stazioni situate in sei distretti della città di Istanbul. La lunghezza complessiva dell'intero sistema delle metropolitane di Istanbul ha con ciò raggiunto 172,25 km. La linea è la seconda funzionante in modo ATO (automatic train operation) a Istanbul dopo la linea M5 Üsküdar–Çekmeköy e la prima linea ATO sul lato europeo della città. Tutte le stazioni sono dotate di barriere protettive con porte automatiche, che si aprono solo quando il treno è fermo al binario.

### Kabatas - Mecidiyeköy
La costruzione della seconda tratta Kabataş - Mecidiyeköy è iniziata il 27 maggio 2015. L'entrata in servizio della sezione Mecidiyeköy - Yıldız è prevista per il 31 dicembre 2022. L'apertura delle stazioni di Beşiktaş e Kabataş è prevista per il 2024 a causa degli scavi archeologici effettuati durante i lavori. Tra le stazioni di Mecidiyeköy e di Yıldız sarà attivo un servizio navetta con una cadenza di 12 minuti fino all'entrata in servizio della sezione Yıldız - Kabataş. Le stazioni di Fulya e Yıldız della seconda fase della linea sono state inaugurate il 2 gennaio 2023 e collegate al quartiere di Beşiktaş, portando così il numero di stazioni attualmente in esercizio a 17.

### Mahmutbey - Piazza Esenyurt
La costruzione della terza tratta, Mahmutbey - Esenyurt Meydani, è stata appaltata il 21 agosto 2017, ma la costruzione non è iniziata per la mancanza del progetto. La costruzione del tratto Mahmutbey - Hastane, progettata nel 2020, è iniziata il 2 agosto 2021 e l'entrata in servizio di questa sezione è prevista per il 2025. Poiché la sezione della linea tra Hastane e Tahtakale si interseca con il tracciato del Canal Istanbul, la profondità della linea in questa tratta scenderà a 67 m. Il tratto Hastane - Esenyurt Meydan dovrebbe entrare in servizio tra il 2025 e il 2029.
Il 17 ottobre 2022, la TBM-1, che scaverà il tunnel principale orientale dalla stazione di Tema Park alla stazione di Mahmutbey, ha iniziato lo scavo.

### Piazza Esenyurt - Saadetdere
Con questa estensione, prevista nel piano di visione del 2029, la linea sarà integrata con la linea della metropolitana M20 (İncirli - TÜYAP).